# Edificio del Banco do Brasil (São Paulo)
El Edificio Banco do Brasil es uno de los mayores rascacielos de la ciudad de São Paulo en Brasil, con 24 plantas y 143 metros de altura.
Inaugurado en 1955, el edificio está ubicado en la calle Líbero Badaró, calle São Bento y avenida São João donde se encuentra muy próximo a otros dos famosos rascacielos de São Paulo, el Edificio Altino Arantes y el Edificio Martinelli en el centro histórico de São Paulo.